# Roberto Fleitas
Pour les articles homonymes, voir Fleitas.
Roberto Fleitas, né le 25 août 1932, et mort le 3 mars 2024, est un ancien joueur et entraîneur de football uruguayen.

## Biographie
Fleitas réalise l'essentiel de sa carrière au Liverpool Fútbol Club de Montevideo, comme défenseur, dans les années 1950.
Devenu entraîneur, Roberto Fleitas dirige le Club Atlético Progreso (qu'il emmène en première division en 1979, et avec lequel il remporte le Torneo Competencia d'avant-saison en 1985) et le Central Español (qu'il mène également en première division en 1983). En 1987, il est nommé sélectionneur de l'équipe d'Uruguay avec laquelle il remporte la Copa América. 
En 1988, il est recruté par le Nacional, champion en titre uruguayen, avec lequel il remporte la Copa Libertadores et la Coupe intercontinentale face au PSV Eindhoven de Romário et Koeman (2-2, 7-6 t.a.b.). Ces succès lui valent d'être est élu entraîneur sud-américain de l'année en 1988.
En 1989, il signe au Peñarol, puis revient au Nacional en 1990, avec lequel il remporte le championnat d'Uruguay en 1992 avant de quitter le club. Après un dernier intérim au Nacional en 1997, il accepte en janvier 2000 de prendre la direction du Liverpool Fútbol Club, le club dont il est supporter, mais en est finalement licencié au mois d'août.

## Palmarès d'entraîneur
Uruguay
- Copa América : 1987

Nacional
- Coupe intercontinentale (1988)
- Copa Libertadores (1988)
- Championnat d'Uruguay (1992)